# Comitato europeo per la prevenzione della tortura e delle pene o trattamenti inumani o degradanti

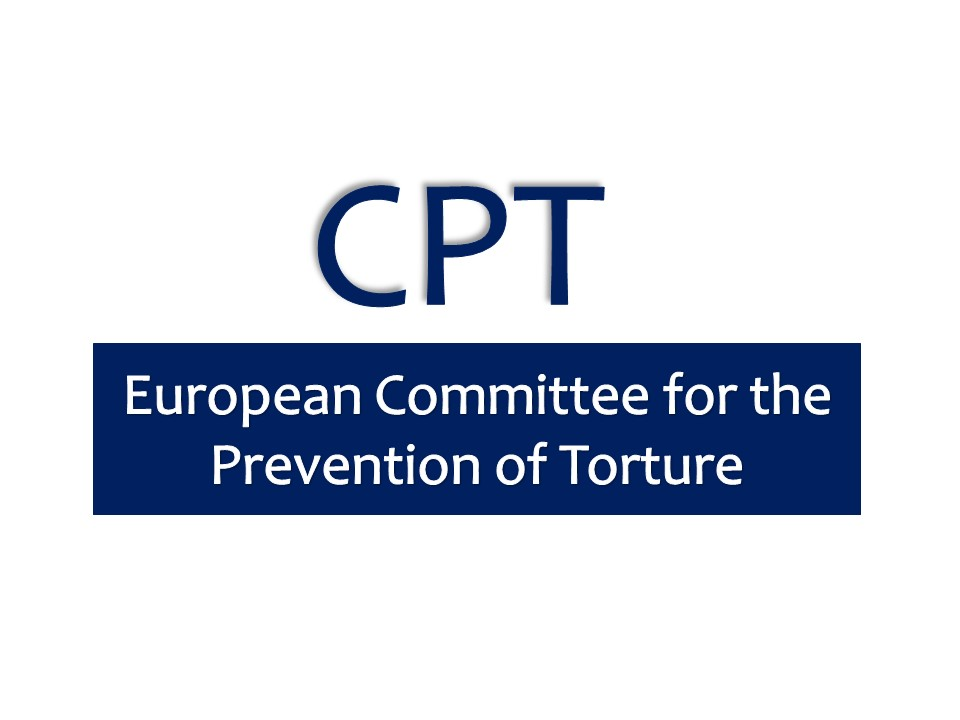

Il Comitato europeo per la prevenzione della tortura e delle pene o trattamenti inumani o degradanti (CPT) è un organo del Consiglio d'Europa che cerca di prevenire i casi di tortura e delle pene o trattamenti inumani o degradanti sul territorio dei Stati che hanno firmato la Convenzione europea per la prevenzione della tortura e delle pene o trattamenti inumani o degradanti (in vigore dal 1987). Questa Convenzione è stata ratificata da 47 Stati membri del Consiglio.

## Mandato
"Il Comitato esamina, per mezzo di sopralluoghi, il trattamento delle persone private di libertà allo scopo di rafforzare, se necessario, la loro protezione dalla tortura e dalle pene o trattamenti inumani o degradanti." (articolo 1° della Convenzione europea per la prevenzione della tortura e delle pene o trattamenti inumani o degradanti).
Il Comitato è presieduto da Mauro Palma fino al 2011.

## Collegamenti
- (EN) Sito ufficiale, su coe.int.
- (FR) Sito ufficiale, su coe.int.
- (RU) Sito ufficiale, su coe.int.
- (DE) Sito ufficiale, su coe.int.
- (ES) Sito ufficiale, su coe.int.
- Sito ufficiale, su coe.int.

| Controllo di autorità | VIAF (EN) 140820278 · ISNI (EN) 0000 0001 2293 0311 · LCCN (EN) nr95040384 · J9U (EN, HE) 987007461608805171 |